# Julian Schuster
Julian Schuster (ur. 15 kwietnia 1985 w Bietigheim-Bissingen) – niemiecki trener i piłkarz występujący na pozycji pomocnika. Obecnie pełni funkcję trenera klubu SC Freiburg.

## Kariera
Schuster jest wychowankiem klubu FV Löchgau, gdzie przez 15 lat grał jako junior. W 2005 roku trafił do rezerw zespołu VfB Stuttgart (Regionalliga Süd). W 2007 roku został włączony do pierwszej drużyny VfB Stuttgart, grającej w Bundeslidze. W tych rozgrywkach zadebiutował 27 października 2007 w wygranym 1:0 meczu z Bayerem 04 Leverkusen. W pierwszej drużynie Stuttgartu Schuster zagrał w dwóch meczach ligowych.
W 2008 roku odszedł do zespołu SC Freiburg z 2. Bundesligi. W jego barwach pierwszy ligowy mecz rozegrał 22 sierpnia 2008 roku przeciwko VfL Osnabrück (2:2). W 2009 roku awansował z klubem do Bundesligi. 27 września 2009 w wygranym 3:0 pojedynku z Borussią Mönchengladbach strzelił pierwszego gola w Bundeslidze. W 2015 roku spadł z klubem do 2. Bundesligi, jednak rok później awansował z nim z powrotem do Bundesligi. Zawodnikiem Freiburga Schuster był do końca kariery w 2018 roku.
W Bundeslidze rozegrał 187 spotkań i zdobył 10 bramek.